# Apol·loni de Xipre
Apol·loni de Xipre (en grec Άπολλώνιος Κύπριος) va ser un metge originari de l'illa de Xipre pupil d'Olímpic de Milet i tutor de Julià d'Alexandria. Va pertànyer a l'Escola dels Metòdics, una de les grans escoles de medicina del món grecollatí. Va viure probablement al segle i. És citat per Galè No se'n sap més de la seva història.